# Stephanie Puls
Stephanie Puls (* 1980) ist eine deutsche Journalistin und Fernsehmoderatorin.

## Leben und Wirken
Stephanie Puls hat an der Universität Karlsruhe Germanistik, Journalismus und Kulturwissenschaft studiert. Im Anschluss an das Studium machte sie ein Volontariat beim Regionalfernsehsender Euro 3, bei dem sie später als Moderatorin und Redaktionsleiterin der Nachrichtensendung sowie des Gesundheitsmagazins tätig war. Es folgte eine Ausbildung zur Redakteurin an der Berliner Journalisten-Schule. Im Zuge dieser Ausbildung arbeitete sie bei ARD-aktuell in Berlin, für das ZDF in New York und für den Tagesspiegel in Berlin.
Vom 1. November 2006 bis zum 10. August 2008 trat sie als Moderatorin des Vlogs lol*ipop auf Knuddels.de in Erscheinung, darüber hinaus in mehreren Videos des Online-Magazins Berliner Akzente der Berliner Sparkasse. Außerdem war sie Moderatorin und Redakteurin beim Morgenmagazin Frühcafé von TV.Berlin.
Von Mitte 2008 bis Dezember 2022 war Puls Teil des festen Moderatoren- und Redaktionsteams von WELT (früher N24). Vor der Änderung des Programmschemas im August 2010 moderierte sie zunächst den N24 Mittagsreport, dann den N24 Frühreport und seitdem die N24 Nachrichten (heute WELT Nachrichten). Mit 34 Jahren machte sie eine Ausbildung zur Yogalehrerin. Seit April 2016 gehörte sie zudem zum Moderatorenteam von Newstime auf ProSieben. Seit Juni 2020 moderiert sie die Hauptausgabe der Sat.1 Nachrichten und seit 2021 auch Vertretungsweise die Nachrichten im Sat.1-Frühstücksfernsehen. Zum 1. Januar 2023 wechselte Puls von WELT endgültig zu ProSiebenSat.1 und moderierte regelmäßig die Sat.1 Nachrichten und vertretungsweise die ProSieben Newstime. Seit Mitte Juni 2023 gehört sie zum Moderationsteam der Nachrichtenmarke newstime.
Puls wohnt in Berlin.